# Brand New Days (九州男の曲)
『Brand New Days』（ブランド・ニュー・デイズ）は、九州男の1枚目の配信シングル

## 解説
- ワーナーミュージック・ジャパン移籍後初のシングル。
- 着うたはレコチョクにて5時間限定、超先行時間限定配信にて50円(税抜)で配信され、初登場1位を獲得。

## 収録曲
1. Brand New Days